# 夺多乡
夺多乡，是中华人民共和国四川省甘孜藏族自治州甘孜县下辖的一个乡镇级行政单位。

## 行政区划
夺多乡下辖以下地区：
夺多村、汪达村、果木村、牛日村、拉多村和瓦达村。